# Villa San Giuseppe
Villa San Giuseppe è una frazione di Reggio Calabria nel territorio della VIII circoscrizione, che condivide con Catona, Salìce, Rosalì, Arghillà e Pettogallico.

## Economia
Il centro rurale di Villa San Giuseppe, collocato alla periferia Nord della città, precisamente situato alla foce del torrente Gallico, è una frazione dove si producono vari prodotti agricoli, tra i quali vi sono l'arancia "belladonna", arancia tardiva che matura nel mese di marzo ma che dura fino a inizio estate, particolare per la sua buccia fine, il miele e il vino.